# Авксентий (Чапмен)
Епи́скоп Авксе́нтий (греч. Επίσκοπος Αυξέντιος, англ. Bishop Auxentios, в миру Мэ́тью Гейтс Ча́пман, англ. Matthew Gates Chapman; 28 июня 1953, Кливленд, Огайо, США) — епископ старостильной ИПЦ Греции (Синод Хризостома), епископ Этнинский и Портлендский.
День тезоменитства — 13/26 декабря (память священномученика Авксентия Севастийского).

## Биография
Родился 28 июня 1953 года в городе Кливленде в штате Огайо, в США. Кроме него в семье было четверо сыновей. Жил в городе Аврора, штат Огайо.
После подготовительной школы в Хантинг-Вали, поступил в Принстонский университет — альма-матер своего отца, где обучался математике и богословским дисциплинам. В годы обучения в Принстоне, где его учителями были протоиерей Георгий Флоровский, который преподавал в Принстоне после увольнения из Гарвардского университета, и будущий митрополит Хризостом (Гонсалес), тогда докторант кафедры психологии, он принимает православие.
В 1975 году окончил университет, защитив дипломную работу по богословию под руководством Георгия Флоровского.
В 1976 году был пострижен в монашество с именем Авксений в честь мученика Авксения Севастийского и митрополитом Канадским Акакием (Дускосом) рукоположён в сан иеродиакона, а в 1977 году — в сан иеромонаха.
С 1978 года стал членом братства монастыря святого Григория Паламы в Этне (Калифорния), где трудился в издательстве, являясь автором статей и книг богословского содержания. Его докторская диссертация «The Paschal Fire in Jerusalem: A Study of the Rite of the Holy Fire in the Church of the Holy Sepulchre», которую он защитил при аспирантском богословском союзе в Беркли, вышла на английском языке (Беркли, 1992), переиздана на румынском (Сибу, 1993, 2004). Является директором Центра традиционалистских православных исследований в Этне, редактировал журнал «᾿Ορθόδοξος Παράδοσις».
7 (20) января 1991 года был рукоположен в сан епископа Фотикийского, викария экзарха Америки Хризостома (Гонсалеса).
В октябре 2012 года, после подачи митрополитом Хризостомом прошения о почислении на покой, стал правящим экзархом Америки.
18 марта 2014 года вместе со всеми членами Синода противостоящих вошёл в состав ИПЦ Греции (Синод Хризостома) на правах епархиального архиерея.
9 (22) января 2015 года решением Хризостомовского Синода был единогласно избран епископом Этнинским и Портлендским.